# 22 июня, или Когда началась Великая Отечественная война?
«22 июня, или Когда началась Великая Отечественная война?» — книга писателя и публициста Марка Солонина, произведения которого критики относят к жанру исторического ревизионизма, к ревизионистскому направлению в российской публицистике и историографии. Книга развивает концепцию Виктора Суворова (Владимира Резуна).
Автор книги, рассматривая начальный период Великой Отечественной войны, высказывает точку зрения о причинах катастрофического поражения Красной армии в 1941 году, отличающуюся от общепринятой. Первостепенное внимание в работе уделено влиянию «человеческого фактора» на исторические процессы.
В общественно-политических кругах содержание книги рассматривается как скандальное и дискуссионное. В научно-исторических кругах она оценивается негативно, как книга, в которой автор проявляет избирательный подход к отбору источников.

## Краткая история
Над книгой «22 июня, или Когда началась Великая Отечественная война?» (2005) Марк Солонин работал 15 лет. Основные её положения впервые прозвучали в предыдущей книге автора — «Бочка и обручи, или Когда началась Великая Отечественная война» (2004). Они же повторяются и в последующей книге — «Июнь 41-го. Окончательный диагноз» (2015).
Основные тезисы Марка Солонина:
- Причина катастрофического поражения Красной армии в приграничных сражениях заключалась в массовом нежелании военнослужащих воевать за сталинский режим[15].
- Причина победы СССР над Германией заключалась в переломе в настроениях советского общества, увидевшего в захватчиках угрозу своему существованию[15].

Высказанная Марком Солониным версия причин успешности германского блицкрига против СССР на начальном этапе войны близка к выдвинутой ранее концепции писателя и публициста Игоря Бунича о «стихийном, никем не управляемом восстании в Красной армии» (книга «Операция „Гроза“. Ошибка Сталина»).

## Содержание
Цель своей книги Марк Солонин формулирует следующим образом: «…Мы пытаемся разобраться, …почему огромная вооружённая до зубов, многократно превосходящая в численности своего противника РККА была за несколько недель разбита, разгромлена и отброшена на сотни километров…».
Марк Солонин пытается доказать несостоятельность официальной версии истории первых трёх недель войны: по его мнению, не было ни «внезапности» нападения германской армии, ни её «численного преимущества» над Красной армией, ни «превосходства немецкой боевой техники» над советской, не было никаких «планов упреждающего удара».
Говоря о соотношении противоборствующих на советско-германской границе сил по состоянию на 22 июня, автор приводит следующие цифры: германская армия имела 91 пехотную, 17 танковых и 9 моторизованных дивизий, общая численность личного состава которых составляла — 2 млн 700 тыс. человек. На вооружении германской армии имелось 43 000 орудий, 3628 танков (при отсутствии новейших), 2500 самолётов. При этом Красная армия состояла из 198 стрелковых, 13 кавалерийских, 61 танковой, 31 моторизованной дивизий, 16 воздушно-десантных бригад, 10 противотанковых бригад. Общая численность войск составляла — 4 млн 300 тыс. человек. На её вооружении состояло 60 000 орудий, 12 379 танков (из которых 1600 новейших Т-34 и КВ), 11 000 самолётов.
Автор рассматривает наступательные операции Красной армии в первые недели Великой Отечественной войны, анализирует маршруты передвижений и судьбы отдельных частей и крупных соединений.
Упор в книге делается на изучении «неучтённой убыли» военной техники, то есть небоевых потерь. Обращая внимание на диспропорции между потерями за второе полугодие 1941 года, с одной стороны — танков (73 %), противотанковых пушек (70 %), гаубиц (60 %), ручных пулемётов (65 %), миномётов (61 %), а с другой стороны — автомобилей (33,3 %), Марк Солонин констатирует:

Для деморализованной, охваченной паникой толпы танки и пушки, пулемёты-миномёты являются обузой. Мало того, что танки ползут медленно, они самим фактом своего наличия заставляют воевать. Вот поэтому от них и поспешили избавиться. А грузовичок — даже самый малосильный — сберегли. Он лучше подходит для того, чтобы на нём «перебазироваться» в глубокий тыл….

Катастрофическое поражение Красной армии в первые недели Великой Отечественной войны Марк Солонин объясняет низкой её боеспособностью: армия состояла из живых людей (на 90 % — из полуграмотных крестьян), пострадавших в ходе советских репрессий, голодоморов, депортаций и иных «социальных экспериментов». Армия, по мнению автора, была плохо обучена военному делу и устрашена политическим террором. Красноармейцы, не имея существенной мотивации ни к наступлению, ни к обороне, при встрече с «пассионарной» военной машиной немцев начинали буквально разбегаться. В качестве доказательства данного тезиса Марк Солонин приводит количество военнопленных: за июль-ноябрь 1941 года в плен попало 3 млн 800 тыс. красноармейцев, при том что крупных сражений с таким числом участников в тот период войны не было. По его мнению, такие цифры свидетельствуют об отсутствии у советских военнослужащих воли к сопротивлению и о преимущественно добровольной сдаче в плен.
Автор пытается доказать, что с началом войны население страны охватил не патриотический подъём, а совсем другие настроения. Один из выводов автора звучит следующим образом:

Пять десятилетий советские историки плакались на то, что «история отпустила нам мало времени для подготовки к войне». Увы, всё было точно наоборот. Много, недопустимо много времени отпустила злополучная «история» сталинскому режиму. Два десятилетия свирепого разрушения всех норм морали и права, всех представлений о чести и достоинстве дали, к несчастью, свои ядовитые плоды. Ни в одной стране, ставшей жертвой гитлеровской агрессии, не было такого морального разложения, такого массового дезертирства, такого массового сотрудничества с оккупантами, какое явил миру Советский Союз….

Патриотический подъём среди народа, по мнению автора, начался лишь с лета 1942 года, после появления информации о действиях немцев на оккупированных территориях и череды крупных провалов военных операций РККА (Ржевско-Вяземская операция, разгром в Крыму и под Харьковом, выход немцев на подступы к Нижней Волге и Кавказу).
В книге подняты также вопросы создания повода для сталинской чистки в РККА: участвовавших в обменах опытом и побывавших за границей офицеров позже обвинили в шпионаже и соответственно расстреляли.

## Критика
- А. А. Киличенков (д. и. н.) отмечает отсутствие в книге чётко сформулированных целей и задач исследования. Он указывает, что Марк Солонин не привлекает архивные материалы, делает необоснованные и неочевидные выводы из известных фактов, не знает современной российской историографии, избирательно относится к источникам, некорректно их цитирует, не связывает «свои авторские гипотезы с реальной исторической ситуацией», берясь оспаривать устоявшиеся в историографии тезисы[21]. «Методику разоблачения мифов», применяемую Марком Солониным, Алексей Киличенков характеризует следующим образом: «Для начала формулируется некая заранее неверная посылка, затем она приписывается „советским историкам“, конечно же безымянным, после чего блистательно, с нескрываемым сарказмом, истаптывается в прах»[22]. Вывод «о повсеместном бегстве начальства» в начальный период войны Марк Солонин не подкрепляет какой-либо статистикой, а делает на основании «логического заключения», некорректно интерпретируя известные факты[19]. Киличенков констатирует: «Выдёргивать случайные, или того хуже — тенденциозно подобранные статистические данные — приём, не имеющий ничего общего с исторической наукой. Он, в лучшем случае, заводит исследователя, а за ним и читателя, в тупик»[23]. Резюмируя, А. А. Киличенков говорит, что методика и методология книги Марка Солонина далеки от науки, являясь «коммерческим проектом», продуктом «коммерческой истории»[24].

В статье в «Литературной России» Фёдор Хмелевский заявил:

Единственное, в чём я согласен с Солониным, это объявить мораторий на «всякое публичное обсуждение» истории Великой Отечественной войны на сто лет. Прежде всего для таких, как Солонин, Виктор Суворов и иже с ними.
Публицист С. Кремлёв (С. Т. Брезкун) констатировал, что

История войны в период с начала июня 1941 г. по конец ноября 1941 г. даёт нам так много разноречивых фактов и сведений, что при желании и умении их можно надёргать для «подтверждения» прямо противоположных утверждений. <…> Можно подтвердить и можно измыслить и новые, как это сделали Резун и Солонин.
С. Кремлёв, указывая на ряд фальсификаций со стороны автора книги, отмечает, что речь идёт о «системном» подлоге.
Ю. А. Никифоров (к. и. н.) причисляет автора книги к числу тех, кто подхватил у Суворова-Резуна эстафету «конструирования новой мифологии», компилируя «новые литературные поделки» на основе заложенной Суворовым-Резуном «идейной базы», несмотря на то, что учёные-историки неоднократно уличали последнего в фальсификаторстве и указывали на полную «несостоятельность его утверждений и основанной на подлогах аргументации».
А. А. Сиников (д. в. н.), отмечая тенденциозность и избирательность в подборе фактов, назвал автора книги «чёрным копателем, или осквернителем могил».
В. Н. Барышников (д. и. н.) отметил, что Марк Солонин, развивая концепцию Виктора Суворова и «понимая, что „учителя“ в научно-исторических гипотезах, а точнее в фантазиях превзойти будет сложно, Солонин решил взять прежде всего количеством издаваемых „произведений“, развив здесь немыслимо кипучую деятельность». С 2006 по 2008 год он опубликовал «сразу пять книг», а затем начал дополнять их и переиздавать.
И. П. Каменецкий (к. и. н.) и В. Л. Разгонов соглашаются с тем, что автору, как и Суворову-Резуну, присуща тенденциозность выводов и избирательность при отборе фактов. Они также отмечают, что

При прочтении этой книги невольно обращают на себя внимание хлёсткие, нередко оскорбительные выражения в отношении не только Сталина, военного руководства, но и своего народа, которыми автор стремится усилить свои «веские» доводы и умозрительные заключения.
Так, по выражениям Солонина, Сталин управлял страной «нищих и людоедов», он «собирался всадить топор в спину Гитлера», «поднятое к вершинам власти быдло — без чести, без веры, без стыда и совести — оказалось абсолютно не способно к решению сложных управленческих задач» и т. п. Тезис Солонина о полной неготовности РККА противостоять врагу в начальный период войны Каменецкий и Разгонов называют «сомнительной концепцией».
И. С. Кузнецов (д. и. н.) указывает на то, что утверждения Солонина аналогичны тому, что «неоднократно утверждалось пропагандистским ведомством Геббельса, а затем представителями консервативного направления зарубежной историографии».
Ю. Б. Рипенко (к.воен.н.) относит автора книги к числу любителей «исторических сенсаций» и «мифотворцев», расценивающих обычную практику планирования оборонительных операций как подготовку к агрессии СССР против Германии.
В. В. Перевалов (к.филол.н.) обвиняет автора книги в раздувании «клеветы на Россию, на наш народ, на нашу победу».

## Положительные оценки
- Кандидат философских наук А. В. Гадеев считает, что в книге «22 июня, или Когда началась Великая Отечественная война?» Марк Солонин «даёт объективную, глубоко аргументированную трактовку хода военных событий»[7].
- Виктор Суворов о книге Марка Солонина в интервью израильскому радио отозвался так: «Когда я читал его книгу, я понимал чувства Сальери. У меня текли слёзы — я думал: отчего же я вот до этого не дошёл?.. Мне кажется, что Марк Солонин совершил научный подвиг…»[35].
- По мнению журналиста Дмитрия Захарова, особую ценность книге Марка Солонина придают ссылки на источники: «вся статистика имеет свою библиографию»[36].
- По мнению литератора Михаила Веллера, Марк Солонин «предельно дотошен, педантичен и въедлив»: из его книги можно узнать о том, что в 1941 году «власти были растерянны, армия деморализована, партийное и энкавэдешное руководство драпало в тыл»[37].

## Рецензии
- Люлечник Вилен. Ракурс истории // Русский Глобус: международный интернет-журнал. 2005. № 5.
- Гедройц С. Марк Солонин. 22 июня, или Когда началась Великая Отечественная война? — М.: Яуза, Эксмо, 2006 // Звезда. 2006. № 12.
- Киличенков А. А. Солонин М. С. 22 июня, или Когда началась Великая Отечественная война. — М.: Яуза, Эксмо, 2006. — 512 с. (рус.) // Новый исторический вестник : Журнал. — 2007. — № 1 (15). — С. 286—297.
  - Ответ Марка Соломина на рецензию (публикация на персональном сайте «solonin.org»): Заметки на полях рецензии А. А. Киличенкова, 27.09.2008.

## Избранные выступления автора в СМИ по теме книги
- «22 июня 1941 года» — тема программы «Цена Победы»: ведущие — Дмитрий Захаров, Виталий Дымарский, гость программы — историк Марк Солонин // Эхо Москвы, 13.03.2006
- Красная Армия отступала, имея в 3 раза больше солдат, чем у Гитлера. (Так утверждает российский историк Марк Солонин, написавший книгу «22 июня».) Часть 2-я // Комсомольская правда, 24.06.2008.
- 22 июня 1941 года — современный взгляд: в программе Михаила Соколова — историки Михаил Мельтюхов и Марк Солонин // Радио «Свобода», 21.06.2010
- Медведев Михаил. Неизвестная война Марка Солонина (интервью с М. С. Солониным) // Журнал «Медведь». 2008. № 121. (Дата сетевой публикации — 11.02.2013)